# الفلك الجديد (كتاب)
الفلك الجديد Astronomia nova، هو كتاب من تأليف الفلكي الألماني يوهانس كيبلر نشره عام 1609 ووضع فيه خلاصة عشر سنوات من الأبحاث والتحقيقات الفلكية حول حركة كوكب المريخ ومداره، يعتبر هذا الكتاب أحد أهم الكتب في تاريخ علم الفلك وفي تاريخ العلوم ككل، قدَّم هذا الكتاب حججاً حسابية قوية تدعم فكرة مركزية الشمس وساهم في توضيح الطريقة الصحيحة لحركة الكواكب اعتماداً على حركة المريخ، وفي هذا الكتاب أيضاً أول ذكر للمدارات الإهليلجية بدلاً من المدارات الدائرية لحركة الكواكب، من المُسلم به اليوم أنَّ هذا الكتاب واحد من أهم الأعمال التي ظهرت في عصر الثورة العلمية.

## خلفية
كان الفلكي الدنماركي نيكولاس كوبرنيكوس قد اقترح قبل كيبلر (في عام 1543) أن الأرض والكواكب الأخرى تدور حول الشمس، ويعتبر النموذج الذي وضعه للنظام الشمسي أول محاولة تعتمد على الرصد الفلكي للكواكب بدلاً من الوصف المادي المُجرَّد وقد خالف بذلك نموذج بطليموس الكلاسيكي الذي يدعم فكرية مركزية الأرض.
أما كيبلر فقد درس الأسباب المُقترحة التي تُفسر حركة الكواكب، وكان عمله يستند في المقام الأول على أبحاث معلمه تيكو براهي، وكان الاثنان على الرغم من صداقة العمل التي جمعتهما على علاقة سيئة في أغلب الأوقات، ومع ذلك فقد طلب تيكو براهي وهو على فراش الموت من كيبلر أن يواصل الأبحاث التي بدأها ليتأكد من أنَّ حياته وأعماله لم تذهب سدىً، ولكنَّ كيبلر كان في ذلك الوقت قد بدأ في كتابة «الفلك الجديد» والذي يخالف فيه تصور تيكو براهي عن النظام الكوني على الرغم من اعتماده على حسابته بشكلٍ كبير (وقد خالف فيه أيضاً نظام بطليموس ونظام كوبرنيكوس)، يعتقد بعض المؤرخين اليوم أنَّ كراهية كيبلر لبراهي والعداء القائم بينهما ربَّما يكون له دور هام في رفضه لنظام براهي ومحاولته البحث عن نظام فلكي جديد.

## ملخص كتاب الفلك الجديد
العنوان الكامل للكتاب باللغة الإنجليزية هو«علم الفلك الجديد، اعتماداً على الأسباب أو الفيزياء الكونية، مع تعليقاتٍ على حركة المريخ من ملاحظات تيكو براهي»، يتألف الكتاب من 650 صفحة، يحمل فيها كيبلر قرَّائه خطوة بخطوة ليشرح الاكتشافات التي قام بها لتبديد أي شك حولها.
كانت مقدمة كتاب علم الفلك وتحديداً مناقشة أفكار الكتاب المقدس هي أشهر أعمال كيبلر وأكثرها انتشاراً وواحدة من أكثر الكتابات توزيعاً وطباعة في القرن السابع عشر، توضح المقدمة الخطوات الأربعة التي اتخذها كيبلر أثناء بحثه، فالخطوة الأولى هي افتراضه بأنَّ الشمس نفسها وليست أي نقطة وهمية بالقرب من الشمس (كما في نظام كوبرنيكوس) هي النقطة التي تتقاطع فيها جميع مسارات الكواكب السيَّارة أي أنها مركز مدارات الكواكب جميعها، وتتمثل الخطوة الثانية في قيام كيبلر باعتبار الشمس مركزاً ومحركاً للكواكب الأخرى، وتحتوي هذه الخطوة أيضاً على رد كيبلر على الاعتراضات ضد اعتبار الشمس كمركز للكون، بما في ذلك الاعتراضات المبنية على الكتاب المقدس، وفي الخطوة الثالثة يفترض كيبلر أنَّ الشمس هي مصدر الحركة لجميع الكواكب اعتماداً على أدلة براهي حول المذنبات التي لا تدور حول الأجرام السماوية، أما الخطوة الرابعة وهي الأهم فهي وصفه لمسار الكواكب بأنها ليست دائرية وإنَّما إهليلجيَّة أو بيضاوية.
أوضح كيبلر في التصور الجديد الذي وضعه للنظام الكوني أنَّ الأنظمة الفلكية الثلاثة السابقة (بطليموس – كوبرنيكوس – براهي) جميعها لا تستطيع أن تتنبأ بمواقع الكواكب المستقبلية، في حين أنَّ مخططه الشهير لحركة المريخ يُقدم صورة صحيحة ودقيقة عن حركة هذه الكوكب ومساره.
يناقش كبلر جميع القضايا باستفاضة كبيرة في جميع أجزاء الكتاب، ويقول في الفصل السادس عشر:
في خطوة مهمة للغاية يُشكك كيبلر أيضاً في الافتراض بأن الكواكب تتحرك حول مركز مدارها بمعدل ثابت وموحد، فقد وجد أنَّ حساب القياسات بناءً على الموقع الفعلي للشمس في السماء بدلاً من الموضع «المتوسط» للشمس يخلق درجة كبيرة من عدم اليقين في النماذج السابقة ويتطلب مزيداً من التحقيق والبحث، كانت فكرة أن الكواكب لا تتحرك بمعدل سرعة موحد ولكن بسرعة تختلف بحسب بعدها عن الشمس، كانت هذه الفكرة ثورية تماماً وأصبحت لاحقاً قانون كيبلر الثاني (رغم أنَّه اكتشفه قبل القانون الأول)، وتجدر الإشارة إلى أنَّ كيبلر قد ارتكب في حساباته المؤدية إلى قانونه الثاني أخطاء رياضية متعددة ولكن لحسن الحظ ألغت هذه الأخطاء بعضها البعض كما لو كان الأمر أشبه بمعجزة.
بحسب القانون الثاني ذكر كيبلر في الفصل الثالث والثالثين أنَّ الشمس هي المحرك الذي يحرك الكواكب، ولتفسير حركة الكواكب افترض أن الشمس تنبعث منها نوع من القوى المادية التي تشبه الضوء الذي ينبعث منها أيضاً وهذه القوى هي المسؤولة عن حركة الكواكب، واقترح أيضاً وجود قوى من نوع آخر داخل كل كوكب تجذبها باتجاه الشمس لمنعها من الضياع في الفضاء، ثم يحاول كيبلر في النهاية إيجاد شكل المسار الحقيقي للكواكب والذي حدَّده هو على شكل قطع ناقص، وقد جرَّب في البداية عدداً كبيراً من الأشكال قبل القطع الناقص بما في ذلك شكل البيضة، بل إنَّ الأغرب من ذلك أنَّه قد وضع مداراً يتوافق مع التعريف الرياضي للقطع الناقص ثم رفضه، ثم اعتمد شكل القطع الناقص دون أن يعرف أنه كان هو نفسه !!!، وعن ذلك يقول:

## قوانين كيبلر
سجل كتاب الفلك الجديد اكتشاف أول اثنين من المبادئ الثلاثة المعروفة اليوم باسم قوانين كيبلر لحركة الكواكب وهما:
1. إنَّ الكواكب تتحرك في مدارات إهليلجية على شكل قطع ناقص وتكون الشمس في إحدى بؤرتي هذا القطع.[9]
2. إنَّ سرعة الكوكب تتغير في كل لحظة بحيث يكون الوقت بين موقعين متناسقاً دائماً مع المسافة التي عبرها الكوكب في مداره بين هذين الموقعين.[10]

اكتشف كيبلر القانون الثاني قبل الأول، وقدم قانونه الثاني في شكلين مختلفين: ففي الفصل 32 ينص على أنَّ سرعة الكوكب تتناسب عكسياً مع المسافة بينه وبين الشمس، وفي الفصل 59 ذكر أن نصف قطر القطع الناقص لمدار كوكب بينه وبين الشمس يقطع مساحات متساوية في أوقات متساوية.
ومع ذلك فإن «مبدأ منطقة التوقيت» الذي اقترحه كيبلر لم يسهل من حساب مدارات الكواكب، يستطيع كيبلر وفق هذه الطريقة تقسيم مدار الكواكب إلى عدد افتراضي من الأجزاء ويحسب موقع الكوكب لكل واحد منها، لكنه لم يستطع تحديد موقع الكوكب في كل لحظة على حدة لأن سرعة الكوكب تتغير بشكل دائم، يُشار إلى هذه المفارقة باسم «معضلة كيبلر» والتي دفعت العلماء وعلى رأسهم إسحق نيوتن لتطوير حساب التفاضل والتكامل فيما بعد.

## القانون الثالث
اكتشف كيبلر قانونه الثالث بعد عقد من نشر كتابه الفلك الجديد وذلك بعد الأبحاث التي نشر نتائجها عام 1619، وينص القانون الثالث على أنَّ مربع زمن دورة الكوكب حول الشمس تتناسب مع الجذر التكعيبي لمتوسط بعده عن الشمس «أو لنصف محور مداره الكبير».

## إحياء ذكرى الكتاب
احتفى الاتحاد الفلكي الدولي عام 2009 بالذكرى السنوية الـ 400 لنشر كتاب الفلك الجديد ضمن احتفالية السنة الدولية لعلم الفلك.